# イーディス・マルティノー
イーディス・マルティノー（Edith Martineau、1842年6月19日 - 1909年2月19日）は、ユグノーを先祖に持つ、イギリスの水彩画家である。「ラファエル前派
」に近いスタイルで人物画などを描いた。

## 略歴
リヴァプールで生まれた。父親のジェームズ・マルティノー（James Martineau: 1805–1900）はフランスからノリッジに移ってきたユグノー教徒の子孫で、改宗してユニテリアンの宗教家、宗教学者になり、オックスフォード大学のハリス・マンチェスター・カレッジなどで教授を務めた人物である。叔母のハリエット・マルティノー（Harriet Martineau: 1802–1876）は有名な社会活動家であった。兄のガートルード・マルティノー（Gertrude Martineau: 1837-1924）は木彫家、水彩画家として知られている。
リヴァプールの美術学校で学び、家族とロンドンに移った後は、ロンドンのJames Mathews Leighの設立した美術学校（後にHeatherley School of Fine Art と呼ばれる。）で学んだ。1862年から英国王立美術家協会の展覧会に出展した 。水彩画を描き、さまざまな水彩画家の協会に所属し、1888年に王立水彩画家協会(Royal Society of Painters in Water Colours)の準会員に選ばれた。1893年のシカゴ万国博覧会の展覧会にも出展した。
1905年にイギリスで出版されたウォルター・ショー・スパロー(Walter Shaw Sparrow: 1862–1940)の「Women Painters of the World」は1905年までの200人の女性画家と300点を超える女性画家の作品を掲載しているが、イーディス・マルティノーの「ジャガイモの収穫　(Potato Harvest)」（1888年作）が収録されている。
1909年に66歳でロンドンのハムステッドで亡くなり、ハイゲート墓地のマルティノー家の墓に埋葬された。

## 作品

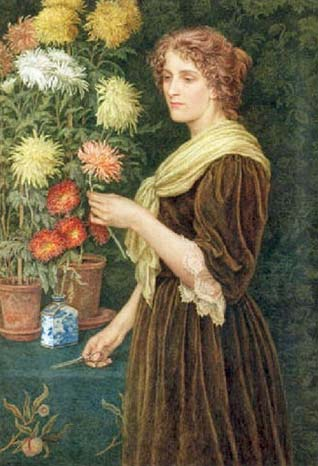
「花と女性」
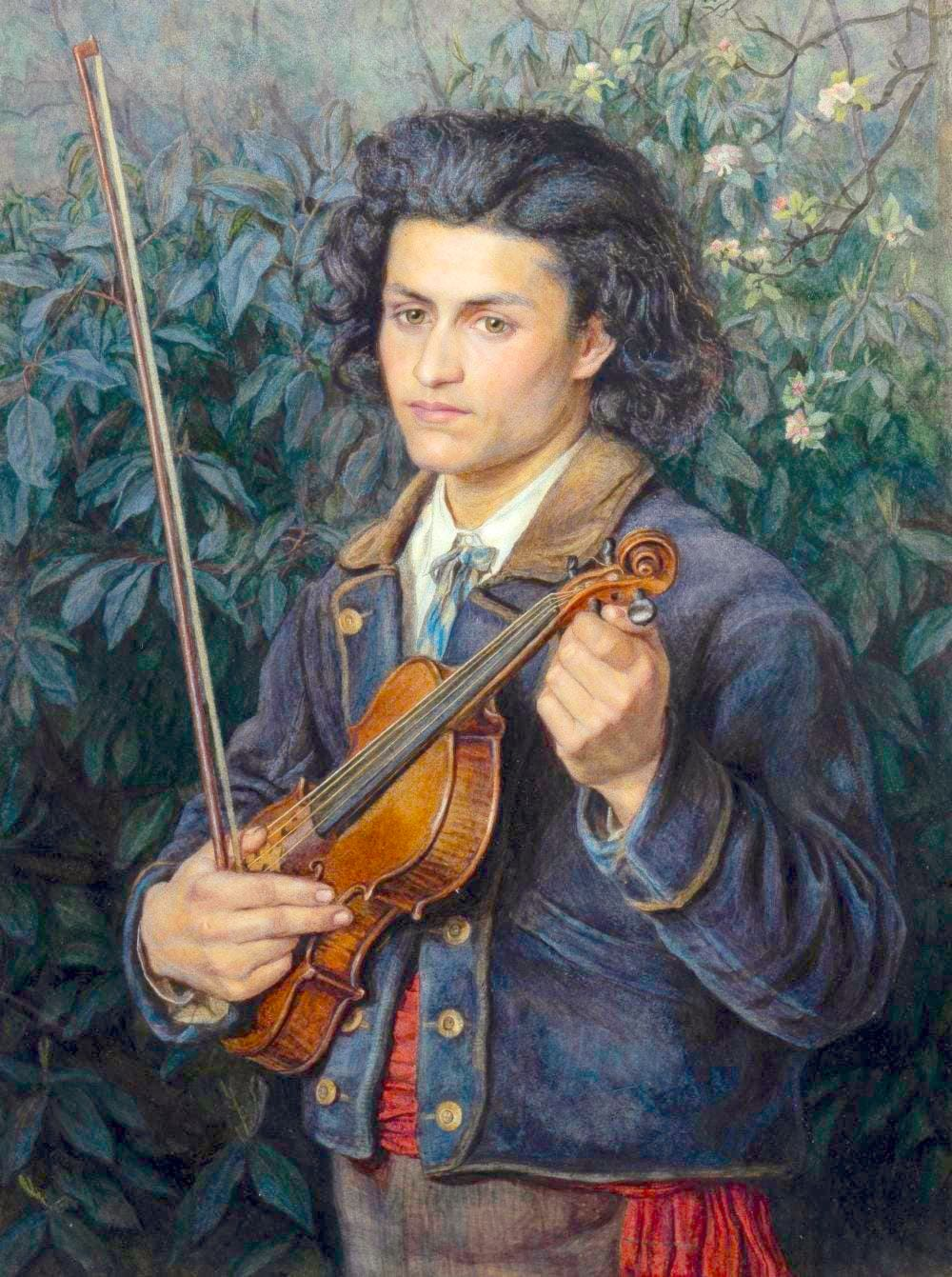
調律する演奏者 (1878)
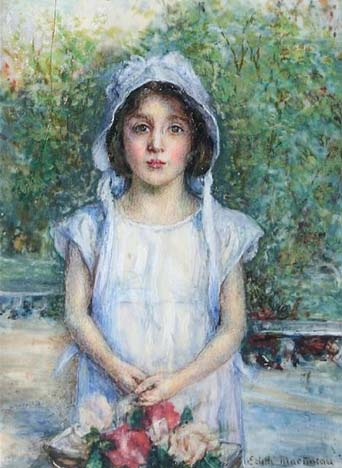
花を持つ少女
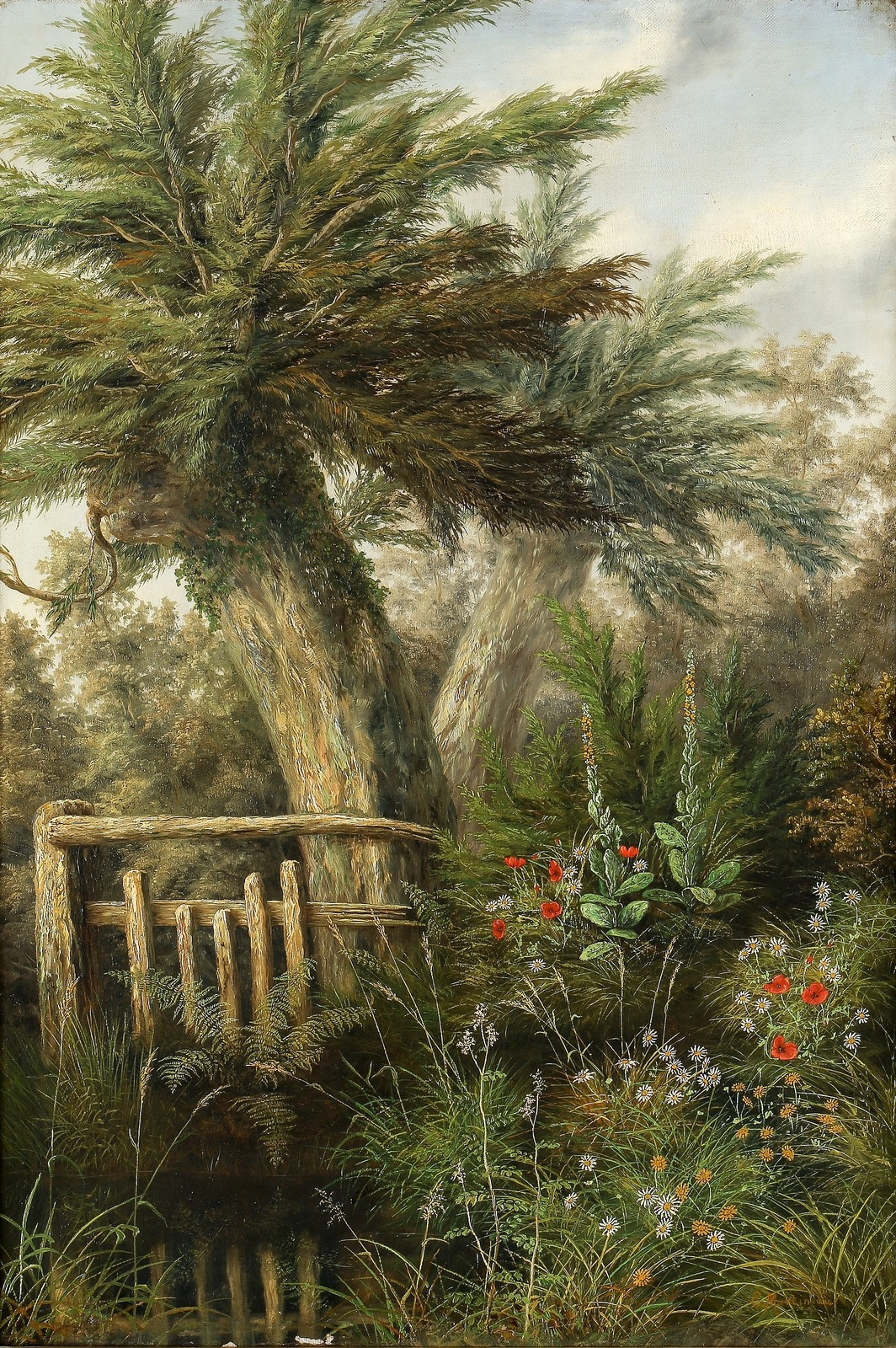
木と花のある庭園